# 懷特布萊斯特鎮區 (愛荷華州沃倫縣)
懷特布萊斯特鎮區（英語：White Breast Township）是位於美國愛荷華州沃倫縣的一個行政鎮區。

## 地方資料
根據2010年美國人口普查的數據，懷特布萊斯特鎮區的面積為92.90平方千米，當中陸地面積為92.75平方千米，而水域面積為0.15平方千米。當地共有人口711人，而人口密度為每平方千米7.65人。